# 永村眞
永村 眞（ながむら まこと、1948年 - ）は、日本史学者、日本女子大学名誉教授。日本中世史専攻。

## 来歴
熊本県生まれ。麻布高等学校卒、1973年早稲田大学政治経済学部経済学科卒、1976年同大学院文学研究科日本史修士課程修了、東京大学史料編纂所教務職員、1977年助手、1988年助教授、1990年日本女子大学文学部助教授、1992年教授。
1990年、早稲田大学より文学博士の学位を取得、2001年『中世寺院史料論』で角川源義賞受賞。

## 著書
- 『中世東大寺の組織と経営』塙書房 1989
- 『中世寺院史料論』吉川弘文館 2000 ISBN　9784642027984、オンデマンド版　2018 ISBN　9784642727983
- 『中世醍醐寺の仏法と院家』 吉川弘文館 2020　ISBN　9784642029650
- 『中世寺院のネットワーク　文書・記録と聖教から』吉川弘文館　2024　ISBN 9784642029940

### 共編著
- 『図説日本の歴史 9 図説栃木県の歴史』阿部昭と責任編集 河出書房新社 1993
- 『東大寺文書を読む』堀池春峰監修 綾村宏、湯山賢一共編 思文閣出版 2001
- 尋尊『大乗院寺社雑事記紙背文書 国立公文書館所蔵』第1-2巻 佐藤進一、笠松宏至共編 勉誠出版 2002-2006
- 『醍醐寺の歴史と文化財』編 勉誠出版 2011

## 参考
- 日本女子大学
- 『東京大学史料編纂所史史料集』